# Louis Étienne Dulong de Rosnay
Pour les articles homonymes, voir Dulong et de Rosnay.
Ne doit pas être confondu avec Xavier de Rosnay.
Louis Étienne Dulong de Rosnay, né le 12 septembre 1780 à Rosnay et mort le 19 mai 1828 à Paris, est un général français de la Révolution et de l’Empire.

## Biographie
Simple lieutenant de hussards au siège d'Ancône en janvier 1798, sa belle conduite le fait citer avec éloges.
En 1800, étant capitaine et commandant de la place de Pesaro, il déploie tant de prudence et de fermeté, qu'après la capitulation qu'il a été obligé de conclure avec les Anglais, Napoléon Bonaparte le comble publiquement d'éloges. Sa résistance a empêché le corps autrichien du général Sommariva (de) de participer à la bataille du Mincio.
En 1809, il est colonel du 12e régiment d'infanterie légère.
Il fait avec la même distinction les campagnes suivantes, participe aux batailles de Marengo et d'Austerlitz, et il est promu le 12 avril 1813, au grade de général de brigade.
Créé par le roi Louis XVIII, grand officier de la Légion d'honneur, puis lieutenant-général le 18 mars 1815, il n'accepte pas d'emploi pendant les Cent-Jours, et devient, au second retour de Louis XVIII, comte et lieutenant commandant de la compagnie des gardes dite écossaise.
Il prend en 1823, le commandement de la 17e division militaire (Bastia) et est nommé en 1823 grand-croix de Saint-Louis, et plus tard gentilhomme de la chambre.
Il est fait comte par Charles X le 6 octobre 1827.
Le comte Dulong de Rosnay meurt à Paris le 19 mai 1828.
Il a cinq enfants avec Charlotte de Sagey: Gabriel, Jean-Paul, Scipion, Joseph et Louise.